# Сараф, Шубхам
Шубхам Сараф (англ. Shubham Saraf) — британский актёр театра и кино. Наиболее известен благодаря ролями в криминальной антологии «Преступник: Великобритания» (2019), драме «Подходящий мальчик» (2020) и сериале «Шантарам» (2022). Номинант театральной премии Evening Standard Theatre Award.

## Биография
Сараф окончил лондонскую школу Святого Павла. В 2013 году получил степень бакалавра экономических наук в Уорикском университете. В течение года посещал Школу имени Филиппа Голье в Париже, после чего получил степень бакалавра искусств в области актёрского мастерства в Гилдхоллской школе музыки и драмы.
В 2014 году Сараф снялся в фильмах «Честь» и «Шрам». Три года спустя дебютировав на профессиональной сцене в роли революционера Динеша Гупты («Львы и тигры») в театре Сэма Уанамакера. В 2018 году он получил роль в политическом триллере «Телохранитель», где сыграл роль советника по связям с общественностью Тахира Махмуда. Он также участвовал в постановках «Гамлета» в шекспировском «Глобусе» и «Приключение» в театре «Буш».
В следующем году Сараф присоединился к актёрскому составу криминальной антологии Netflix «Преступник: Великобритания», примерив образ детектива-констебля Кайла Пети. Он также был приглашён в основной актёрский состав драматического мини-сериала BBC One «Подходящий мальчик» в роли Навабзады Фироз Хана. В тот же период он поучаствовал в театральных постановках «Три сестры» в театре Алмейда и «Ромео и Джульетте» в Национальном театре. В 2022 году Сараф снялся в роли Прабху Кхарре в адаптации популярного романа «Шантарам» для Apple TV+ и сыграл Натхурама Годзе в пьесе «Отец и убийца» (Национальный театр), за роль которого был номинирован на премию Evening Standard Theatre Award.

## Фильмография

### Кино
| Год  | Название                     | Роль        | Примечание      |
| ---- | ---------------------------- | ----------- | --------------- |
| 2012 | На грани сомнения            | Студент     |                 |
| 2013 | Miss                         | Парень      | Короткометражка |
| 2014 | Honour                       | Адель       |                 |
| 2014 | Шрам                         | Левон       |                 |
| 2017 | This Feels Fucking Weird     |             | Короткометражка |
| 2018 | Оверлорд                     | Хэйс        |                 |
| 2018 | Шекспировский Глобус: Гамлет | Осрик       | Аудиозапись     |
| 2019 | Призрачная шестёрка          | Парень      |                 |
| 2020 | Acrimonious                  | Каспар      | Короткометражка |
| 2020 | Bath Salts                   | Шэм         | Короткометражка |
| 2021 | The Power                    | юный Доктор |                 |
| 2021 | The Track                    | Гарри       | Короткометражка |
| TBA  | Blind                        | Нихил Сараф |                 |
| TBA  | Скалолаз                     |             |                 |

### Телевидение
| Год                  | Название                   | Роль                    | Примечание                              |
| -------------------- | -------------------------- | ----------------------- | --------------------------------------- |
| 2013                 | Свежее мясо                | Протестующий            | 1 эпизод                                |
| 2018                 | Телохранитель              | Тахир Махмуд            | Повторяющаяся роль (3 эпизода)          |
| 2019-настоящее время | Преступник: Великобритания | Кайл Пети               | Основная роль (6 эпизодов)              |
| 2020                 | Подходящий мальчик         | Навабзада Фироз Хан     | Мини-сериал; основная роль (6 эпизодов) |
| 2021                 | Ромео и Джульетта          | Бенволио                | Телепостановка                          |
| 2022                 | Шантарам                   | Прабакер «Прабху» Харре | Основная роль                           |

## Театр
| Год  | Название          | Роль             | Примечание            |
| ---- | ----------------- | ---------------- | --------------------- |
| 2017 | Львы и тигры      | Динеш Гупта      | Театр Сэма Уанамакера |
| 2018 | Гамлет            | Осрик            | Шекспировский Глобус  |
| 2018 | Приключение       | Разик            | Театр Буш             |
| 2019 | Три сестры        | Николай Тузенбах | Алмейда               |
| 2021 | Ромео и Джульетта | Бенволио         | Национальный театр    |
| 2022 | Отец и убийца     | Натхурам Годзе   | Национальный театр    |

## Награды и номинации
| Год  | Награда                        | Категория    | Роль          | Результат | Ссылка |
| ---- | ------------------------------ | ------------ | ------------- | --------- | ------ |
| 2022 | Evening Standard Theatre Award | Лучший актёр | Отец и убийца | Ожидается | [ 10 ] |